# 2005-ös Formula–1 japán nagydíj
A japán nagydíj volt a 2005-ös Formula–1 világbajnokság tizennyolcadik futama, amelyet 2005. október 9-én rendeztek meg a japán Suzuka Circuiten, Szuzukában.

## Időmérő edzés
Az esős időmérőn Ralf Schumacher győzött Button és Fisichella előtt. Alonso 16., Räikkönen 17., Montoya 18. lett.
| Helyezés | Versenyző            | Csapat/Motor      | Idő        | Különbség |
| -------- | -------------------- | ----------------- | ---------- | --------- |
| 1        | Ralf Schumacher      | Toyota            | 1:46.106   | –         |
| 2        | Jenson Button        | BAR-Honda         | 1:46.141   | + 0.035   |
| 3        | Giancarlo Fisichella | Renault           | 1:46.276   | + 0.170   |
| 4        | Christian Klien      | Red Bull-Cosworth | 1:46.464   | + 0.358   |
| 5        | Szató Takuma         | BAR-Honda         | 1:46.841   | + 0.735   |
| 6        | David Coulthard      | Red Bull-Cosworth | 1:46.892   | + 0.786   |
| 7        | Mark Webber          | Williams-BMW      | 1:47.233   | + 1.127   |
| 8        | Jacques Villeneuve   | Sauber-Petronas   | 1:47.440   | + 1.334   |
| 9        | Rubens Barrichello   | Ferrari           | 1:48.248   | + 2.142   |
| 10       | Felipe Massa         | Sauber-Petronas   | 1:48.278   | + 2.172   |
| 11       | Narain Karthikeyan   | Jordan-Toyota     | 1:48.718   | + 2.612   |
| 12       | Antônio Pizzonia     | Williams-BMW      | 1:48.898   | + 2.792   |
| 13       | Christijan Albers    | Minardi-Cosworth  | 1:50.843   | + 4.737   |
| 14       | Michael Schumacher   | Ferrari           | 1:52.676   | + 6.570   |
| 15       | Robert Doornbos      | Minardi-Cosworth  | 1:52.894   | + 6.788   |
| 16       | Fernando Alonso      | Renault           | 1:54.667   | + 8.561   |
| 17       | Kimi Räikkönen       | McLaren-Mercedes  | 2:02.309   | + 16.203  |
| 18       | Juan Pablo Montoya   | McLaren-Mercedes  | idő nélkül |           |
| 19       | Jarno Trulli         | Toyota            | idő nélkül |           |
| 20       | Tiago Monteiro       | Jordan-Toyota     | idő nélkül |           |

## Futam
A rajtnál Montoyát Jacques Villeneuve kiszorította a pályáról, és a kolumbiai a falnak ütközött. Emiatt bejött a biztonsági autó is. Räikkönen a futam végére a vezető Fisichellahoz ért fel boxkiállása után. Csökkentette a kettejük közötti különbséget, majd az utolsó kör első kanyarjában külső ívről megelőzte az olaszt és győzött. Alonso 3., Webber 4., Button 5., Coulthard 6., Michael Schumacher 7., Ralf Schumacher 8. lett. Szató Takumát vétkesnek találták a Jarno Trullival történt ütközésében, melynek során az olasz a verseny feladására kényszerült, ezért Szatót a futam után kizárták.
A Renault visszavette a konstruktőri pontversenyben a vezetést 2 pont előnnyel.
| Helyezés | Rajtszám | Versenyző            | Csapat/Motor      | Futott kör | Idő/Kiesés oka | Rajthely | Pont |
| -------- | -------- | -------------------- | ----------------- | ---------- | -------------- | -------- | ---- |
| 1        | 9        | Kimi Räikkönen       | McLaren-Mercedes  | 53         | 1:29:02.212    | 17       | 10   |
| 2        | 6        | Giancarlo Fisichella | Renault           | 53         | + 1.633        | 3        | 8    |
| 3        | 5        | Fernando Alonso      | Renault           | 53         | + 17.456       | 16       | 6    |
| 4        | 7        | Mark Webber          | Williams-BMW      | 53         | + 22.274       | 7        | 5    |
| 5        | 3        | Jenson Button        | BAR-Honda         | 53         | + 29.507       | 2        | 4    |
| 6        | 14       | David Coulthard      | Red Bull-Cosworth | 53         | + 31.601       | 6        | 3    |
| 7        | 1        | Michael Schumacher   | Ferrari           | 53         | + 33.879       | 14       | 2    |
| 8        | 17       | Ralf Schumacher      | Toyota            | 53         | + 49.548       | 1        | 1    |
| 9        | 15       | Christian Klien      | Red Bull-Cosworth | 53         | + 51.925       | 4        |      |
| 10       | 12       | Felipe Massa         | Sauber-Petronas   | 53         | + 57.509       | 10       |      |
| 11       | 2        | Rubens Barrichello   | Ferrari           | 53         | + 1:00.633     | 9        |      |
| 12       | 11       | Jacques Villeneuve*  | Sauber-Petronas   | 53         | + 1:23.221     | 8        |      |
| 13       | 18       | Tiago Monteiro       | Jordan-Toyota     | 52         | + 1 kör        | 20       |      |
| 14       | 20       | Robert Doornbos      | Minardi-Cosworth  | 51         | + 2 kör        | 15       |      |
| 15       | 19       | Narain Karthikeyan   | Jordan-Toyota     | 51         | + 2 kör        | 11       |      |
| 16       | 21       | Christijan Albers    | Minardi-Cosworth  | 49         | + 4 kör        | 13       |      |
| Ki       | 8        | Antônio Pizzonia     | Williams-BMW      | 9          | Baleset        | 12       |      |
| Ki       | 16       | Jarno Trulli         | Toyota            | 9          | Baleset        | 19       |      |
| Ki       | 10       | Juan Pablo Montoya   | McLaren-Mercedes  | 0          | Baleset        | 18       |      |
| Kiz      | 4        | Szató Takuma*        | BAR-Honda         | 52         | Kizárva        | 5        |      |

* Szató Takumát vétkesnek találták a Jarno Trullival történt ütközésében, melynek során az olasz a verseny feladására kényszerült, ezért Szatót a futam után kizárták.
Jacques Villeneuve huszonöt másodperces időbüntetést kapott a verseny után, mert vétkesnek találták a Juan Pablo Montoyával való ütközésében, így a kanadai a tizenegyedik helyről a tizenkettedik pozícióba esett vissza.

## A világbajnokság élmezőnyének állása a verseny után
| H  | Versenyzők           | Pont | H  | Konstruktőrök    | Pont |
| -- | -------------------- | ---- | -- | ---------------- | ---- |
| 1. | Fernando Alonso      | 123  | 1. | Renault          | 176  |
| 2. | Kimi Räikkönen       | 104  | 2. | McLaren-Mercedes | 174  |
| 3. | Michael Schumacher   | 62   | 3. | Ferrari          | 100  |
| 4. | Juan Pablo Montoya   | 60   | 4. | Toyota           | 82   |
| 5. | Giancarlo Fisichella | 53   | 5. | Williams-BMW     | 64   |

## Statisztikák
Vezető helyen:
- Ralf Schumacher: 12 (1-12)
- Giancarlo Fisichella: 27 (13-20 / 27-38 / 46-52)
- Jenson Button: 4 (21-22 / 39-40)
- David Coulthard: 1 (23)
- Michael Schumacher: 3 (24-26)
- Kimi Räikkönen: 6 (41-43 / 53)

Kimi Räikkönen 9. győzelme, 7. leggyorsabb köre, Ralf Schumacher 6. pole-pozíciója.
Kimi Räikkönen 29., Giancarlo Fisichella 13., Fernando Alonso 22. dobogós helyezése. 
- McLaren 148. győzelme.